# Stiefelhose

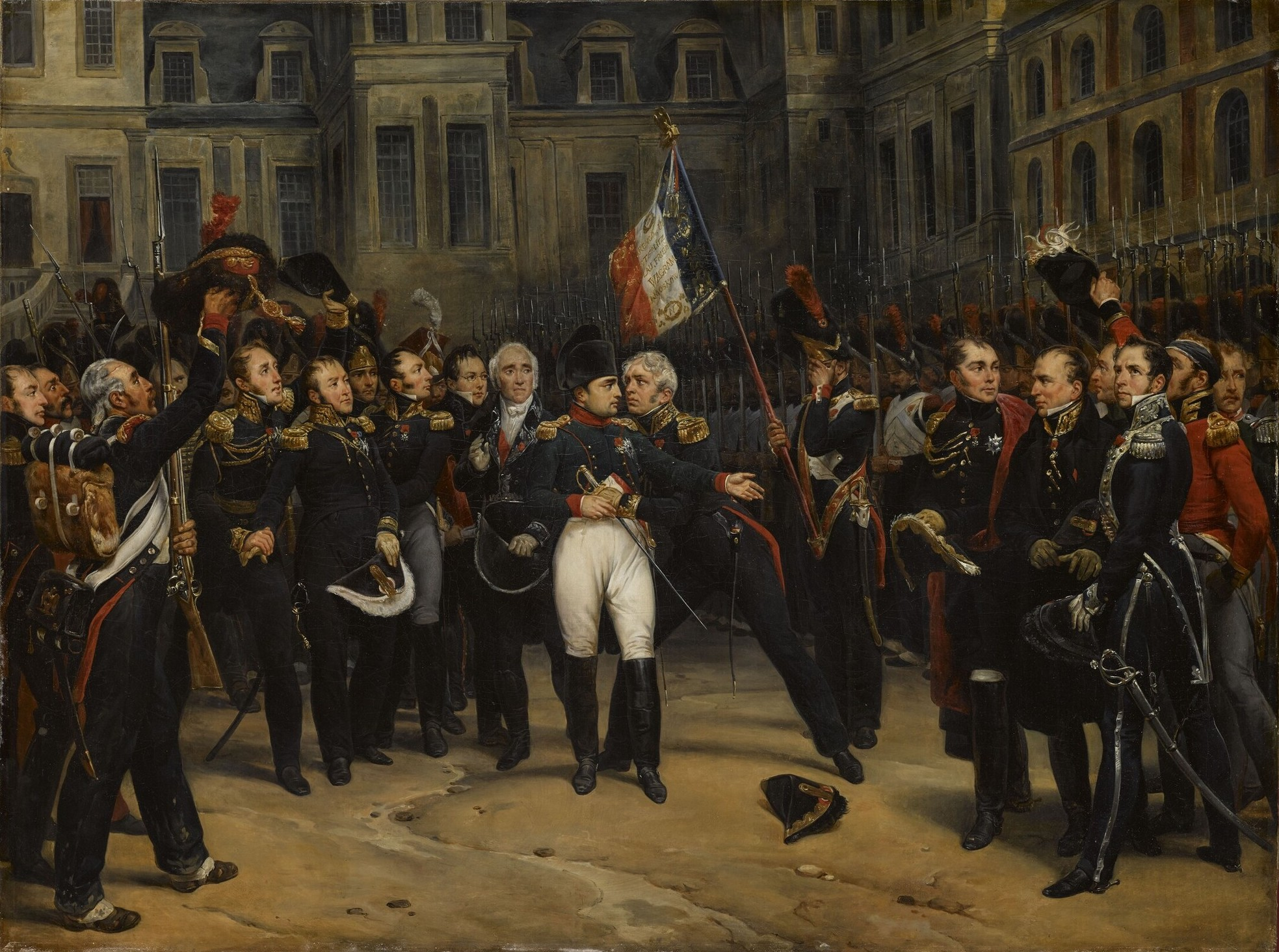
Napoleon Bonaparte mit Stiefelhose

Die Stiefelhose ist eine Oberhose die unter langen Stiefeln getragen wird, ähnlich der Reithose aber ohne Lederbesatz auf der Innenseite der Schenkel. Sie ist etwas kürzer als normale Hosen und reicht bis ca. Mitte der Unterschenkel.
Herren tragen diese vor allem beim Militär oder Paramilitär als Teil der Uniform. Die Stiefelhose gab es bereits im 16. Jahrhundert, sie entwickelte sich aus der Reithose. 
Offiziere hatten auch bei unberittenen Einheiten das Recht, ein Pferd zu führen. Waren sie zu Fuß unterwegs, zeigte die Stiefelhose zusammen mit den Reitstiefeln ihre herausgehobene Stellung an. Auch wurde die Stiefelhose von Kavalleristen außer Dienst getragen, um die eigentliche Reithose zu schonen. Mit dem Ende des berittenen Pferdewesens vor und während des Zweiten Weltkriegs wurde auch die Stiefelhose langsam abgeschafft. Heute wird sie in den meisten Armeen nur noch bei Paraden getragen.
Darüber hinaus gibt es Stiefelhosen zur Motorradbekleidung, im BDSM-Bereich oder als modisches Stilmittel bei Frauen. 
Früher war eine Reithose sehr eng aus üblichen Oberstoffen gearbeitet. Zumindest auf Abbildungen sah sie den heute üblichen Reithosen aus elastischem Gewebe sehr ähnlich. Zwischenzeitlich gab es noch die sogenannten Breeches, mit Dünnbein vom Knie bis zum Fußgelenk und weitem Ballon vom Knie bis zur Taille, als seinerzeit übliche Reit- und Stiefelhose. Diese Hose hat sich mit der Reise des Prinzen Albert, des späteren König Edward, nach Indien zunächst im englischen, später im gesamten europäischen Adel als die bequemere Reithose durchgesetzt. Breeches fanden später eine allgemeine Verbreitung und waren zwischen 1910 und 1945 im Zivil- und Uniformbereich allgemein beliebt. Bis dahin waren Damenhosen noch unüblich und unschicklich, Breeches wurden jedoch als Jodphurhose eine in Landwirtschaft und Reitsport übliche Damenhose. Mit dem Aufkommen elastischer Stoffe um 1960 kehrte man im Reitsport zu der altertümlichen Schnittform und Optik, ohne die alten Beschwerden, zurück. Im Uniformbereich einiger Länder gibt es die Breeches noch, in Deutschland verschwand sie mit der DDR und dem Ende der Nationalen Volksarmee.